# Preston-on-Tees
Preston-on-Tees – wieś i civil parish w Anglii, w Durham, w dystrykcie (unitary authority) Stockton-on-Tees. W 2011 roku civil parish liczyła 1689 mieszkańców.